# 苏丹阿末沙机场
苏丹阿末沙机场，又称关丹机场，是一个位於馬來西亞彭亨州關丹的機場，距離關丹市中心約15公里，由马来西亚机场控股集团营运。该機場于1968年6月24日启用，並在2014年耗资2千万令吉进行提升工程。關丹機場的第一個國際包機航班始于2008年，由馬來西亞當地旅行社與臺灣中華航空所推出的23班往返於臺灣桃園國際機場的航班。关丹机场附近即是马来西亚皇家空军在关丹的基地。目前政府也有意在关丹县内新建一座国际机场，但目前仍在草案中，而新建的国际机场预料将会在军营后方，靠近东海岸大道处。
在2015年，苏丹阿末沙机场共接待乘客292,109人次，处理21吨货物，而起降架次则有4,174架次。

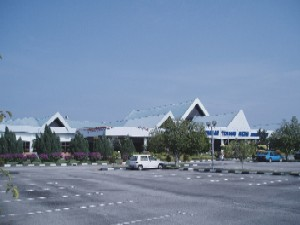
關丹機場外觀

马来西亚皇家空军关丹基地与这个机场共享部分设施。

## 设施
苏丹阿末沙机场只有一座简陋的航站楼，机场范围总占地面积约5,890平方公尺，飞机和航站楼之间设有位于地面的通道以供乘客前往登记处。建筑前方即主入口位置设有商店，机场外部也设有停车场和计程车停靠处。机场经过提升工程后便全面采用冷气化系统，为搭客提供更舒适的环境。

## 起降航班及航点

### 客运
| 航空公司     | 目的地                        |
| ------------ | ----------------------------- |
| 馬來西亞航空 | 吉隆坡－国际                  |
| 亞洲航空     | 吉隆坡－国际                  |
| 馬印航空     | 哥打峇魯（2019年7月26日開辦） |
| 飞萤航空     | 檳城                          |
| 酷航         | 新加坡                        |